# Demiurge Studios
Demiurge Studios est un studio de développement de jeu vidéo américain. Il a participé au développement de BioShock et de Green Day: Rock Band. En 2013, elle développe Marvel Puzzle Quest pour le compte de D3 Publisher et Marvel Entertainment.
En 2015, elle est rachetée par Sega, puis intégrée à sa filiale spécialisée dans le développement de jeu vidéo sur téléphone mobile, Sega Networks. 
Le 2 avril 2020, le studio redevient un studio indépendant.

## Jeux développés
| Titre                                        | Système                                                                 | Support                                                                                      | Date |
| -------------------------------------------- | ----------------------------------------------------------------------- | -------------------------------------------------------------------------------------------- | ---- |
| Clone Bandits                                | Windows                                                                 | DVD-ROM                                                                                      | 2004 |
| Advent Rising                                | Xbox                                                                    | DVD-ROM                                                                                      | 2005 |
| Brothers in Arms: Road to Hill 30            | Xbox, PlayStation 2, Windows                                            | DVD-ROM                                                                                      | 2005 |
| Karaoke Revolution Party                     | Xbox, PlayStation 2, GameCube                                           | DVD-ROM, Disque optique Nintendo                                                             | 2005 |
| Charlie et la Chocolaterie (jeu vidéo, 2005) | Windows                                                                 | DVD-ROM                                                                                      | 2005 |
| America's Army: Rise of a Soldier            | Xbox                                                                    | DVD-ROM                                                                                      | 2005 |
| Brothers in Arms: Earned in Blood            | Xbox                                                                    | DVD-ROM                                                                                      | 2005 |
| Titan Quest                                  | Windows                                                                 | DVD-ROM                                                                                      | 2006 |
| Medal of Honor: Airborne                     | Xbox 360, PlayStation 3, Windows                                        | DVD-ROM, Blu-ray                                                                             | 2007 |
| BioShock                                     | Xbox 360, PlayStation 3, Windows                                        | DVD-ROM, Blu-ray                                                                             | 2007 |
| Frontlines: Fuel of War                      | Xbox 360, Windows                                                       | DVD-ROM                                                                                      | 2008 |
| Brothers in Arms: Double Time                | Wii                                                                     | Disque optique Nintendo                                                                      | 2008 |
| Mass Effect                                  | Windows                                                                 | DVD-ROM                                                                                      | 2008 |
| Word Fu                                      | iOS                                                                     | Distribution numérique (Apple Store)                                                         | 2009 |
| Rock Band (contenu additionnel)              | Xbox 360, PlayStation 2, PlayStation 3, Wii                             | DVD-ROM, Blu-ray, Disque optique Nintendo                                                    | 2009 |
| Mass Effect (Contenu additionnel)            | Windows                                                                 | DVD-ROM                                                                                      | 2009 |
| World of Zoo                                 | Wii                                                                     | Disque optique Nintendo                                                                      | 2009 |
| Borderlands                                  | Xbox 360, PlayStation 3, Windows                                        | DVD-ROM, Blu-ray                                                                             | 2009 |
| Green Day: Rock Band                         | Xbox 360, PlayStation 3, Wii                                            | DVD-ROM, Blu-ray, Disque optique Nintendo                                                    | 2010 |
| Shoot Many Robots                            | Xbox 360, PlayStation 3, Windows, Android                               | Distribution numérique (Xbox Live Arcade, PlayStation Network, Steam, Play Store)            | 2012 |
| Marvel Puzzle Quest                          | Xbox 360, Xbox One, PlayStation 3, PlayStation 4, Windows, iOS, Android | Distribution numérique (Xbox Live Arcade, PlayStation Network, Steam, App Store, Play Store) | 2013 |
| Puzzle and glory                             | iOS, Android                                                            | Distribution numérique (App Store, Play Store)                                               | 2015 |
| Crazy Taxi Gazillionaire                     | iOS, Android                                                            | Distribution numérique (App Store, Play Store)                                               | 2017 |
| Sega Heroes                                  | iOS, Android                                                            | Distribution numérique (App Store, Play Store)                                               | 2018 |